# Vilhelm Hammershøi

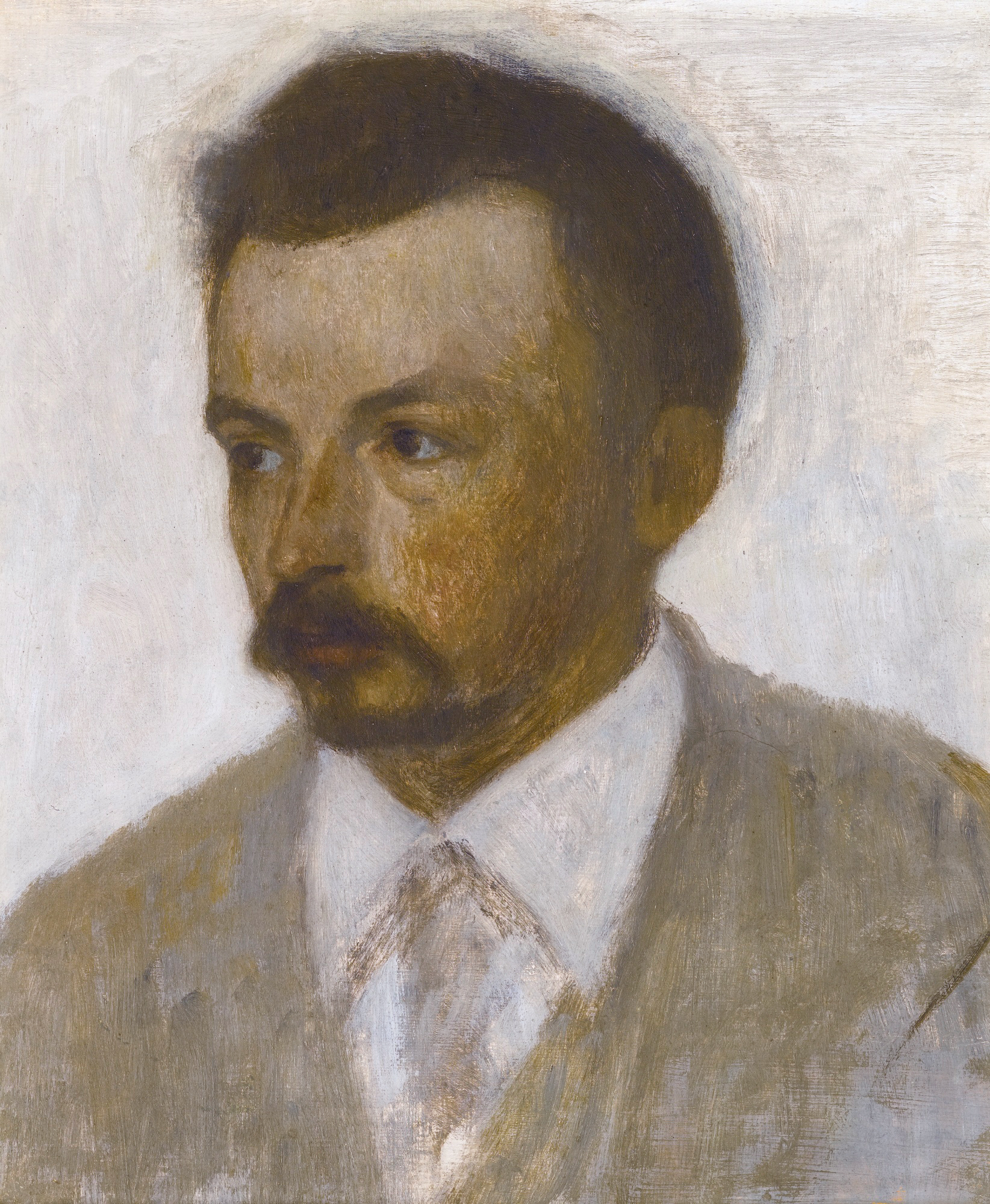
Zelfportret, 1895

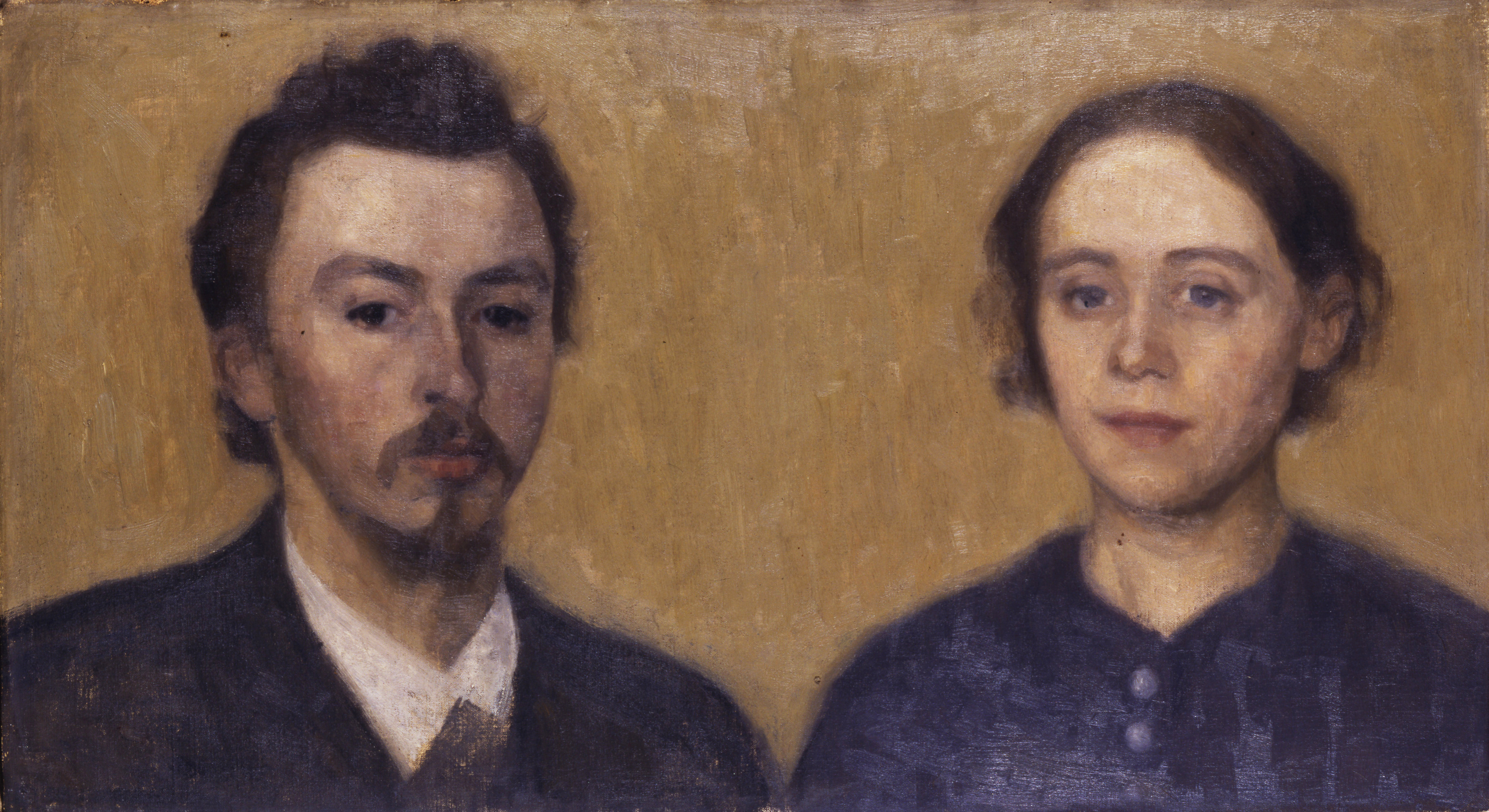
Dubbelportret van de schilder en zijn vrouw Ida Ilsted, 1892

Vilhelm Hammershøi (Kopenhagen, 15 mei 1864 - aldaar, 13 februari 1916) was een Deense kunstschilder. Hij schilderde portretten, architectuur, landschappen en interieurs en is vooral bekend van zijn donkere portretten en zijn zacht getinte interieurs. 

## Jonge jaren
Hammershøi groeide op in een geprivilegieerd milieu in Kopenhagen. bleek al jong talent te hebben en volgde vanaf zijn achtste levensjaar tekenlessen. Hij volgde van 1879 tot 1884 lessen van Frederik Vermehren aan de Koninklijke Deense Kunstacademie in Kopenhagen. Hij had ook les van Frederik Rohde, Vilhelm Kyhn en Peder Severin Krøyer en kwam in contact met leden van de beweging Frie Studieskoler, die zich distantieerden van de academische opleiding. Hij had al vroeg succes, vooral internationaal. In 1891 trouwde hij met Ida Ilsted (de zuster van Peter Ilsted), met wie hij tot zijn dood in 1916 samen bleef. Ida komt veelvuldig in zijn schilderijen voor, in de interieurscenes en portretten waar hij haar vaak op de rug afbeeldde.
Zijn stijl en techniek in het midden van de jaren 1880 verschilde niet veel van die van andere schilders uit deze periode, maar met de psychologische lading van zijn werk was hij zijn tijd vooruit. Dit was meer iets van de jaren 1890, waardoor zijn werk niet altijd begrepen werd door zijn tijdgenoten. Een portret van zijn zus Anna in 1885 (Hirschsprungske Samling, Kopenhagen) werd bijvoorbeeld afgewezen voor de Neuhausen Prijs.
Zijn palet bestaat altijd uit een harmonieuze combinatie van grijstinten, van zacht zwart tot wit, geaccentueerd door iets warmere tinten. Zijn interieurs van de 1880s laten zien dat hij een meester was van de overgang van intens zwart naar helder licht. Hammershøi wordt ook wel de Deense Vermeer genoemd, vanwege zijn beeldopbouw, licht en perspectief.

## Reizen
Hammershøi reisde in 1887 naar Nederland en België. Onder de naam “De vrije expositie” werkte hij in die tijd veel samen met zijn oude studievrienden Peter Ilsted en Carl Holsøe. Hij kon vier schilderijen tentoonstellen bij de Wereldtentoonstelling van 1889 in Parijs. Dit was de eerste keer dat hij de werken van James McNeill Whistler zag. Van september 1891 tot maart 1892 woonde hij in Parijs, waar hij veel omging met J.F. Willumsen. Hij ontmoette ook Théodore Duret, die hem later in Kopenhagen opzocht. Van oktober tot december 1893 leefde hij in Noord-Italië. In juni 1897 reisde hij naar Stockholm en in oktober van datzelfde jaar reisde hij via Nederland naar Londen, waar hij tot mei 1898 verbleef. Het is waarschijnlijk dat hij daar de grote tentoonstelling heeft bezocht die opende op 16 mei (The Skating Rink, Knightsbridge), waar naast werk van Claude Monet, Manet, Bonnard, Vuillard en Duitse kunstenaars ook negen olieverfschilderijen van Whistler hingen. Van oktober 1902 tot februari 1903 was hij weer in Italië en in september 1904 in Londen.
Hammershøi's reizen, met name die naar Londen, hadden een belangrijke invloed op zijn werk. In Londen schilderde hij veel straatscènes rond het British Museum, naar men zegt in de hoop Whistler tegen te komen. In Parijs werd zijn portret van zijn verloofde Ida Ilsted bewonderd door Duret en Pierre Puvis de Chavannes. Pierre-Auguste Renoir schijnt geïnteresseerd te zijn geweest in zijn vroege portretten, waaronder dat van zijn zus Anna, dat eerder afgewezen was.

## Schilderijen

Portret van zijn zuster Anna van achteren, [z.j.]
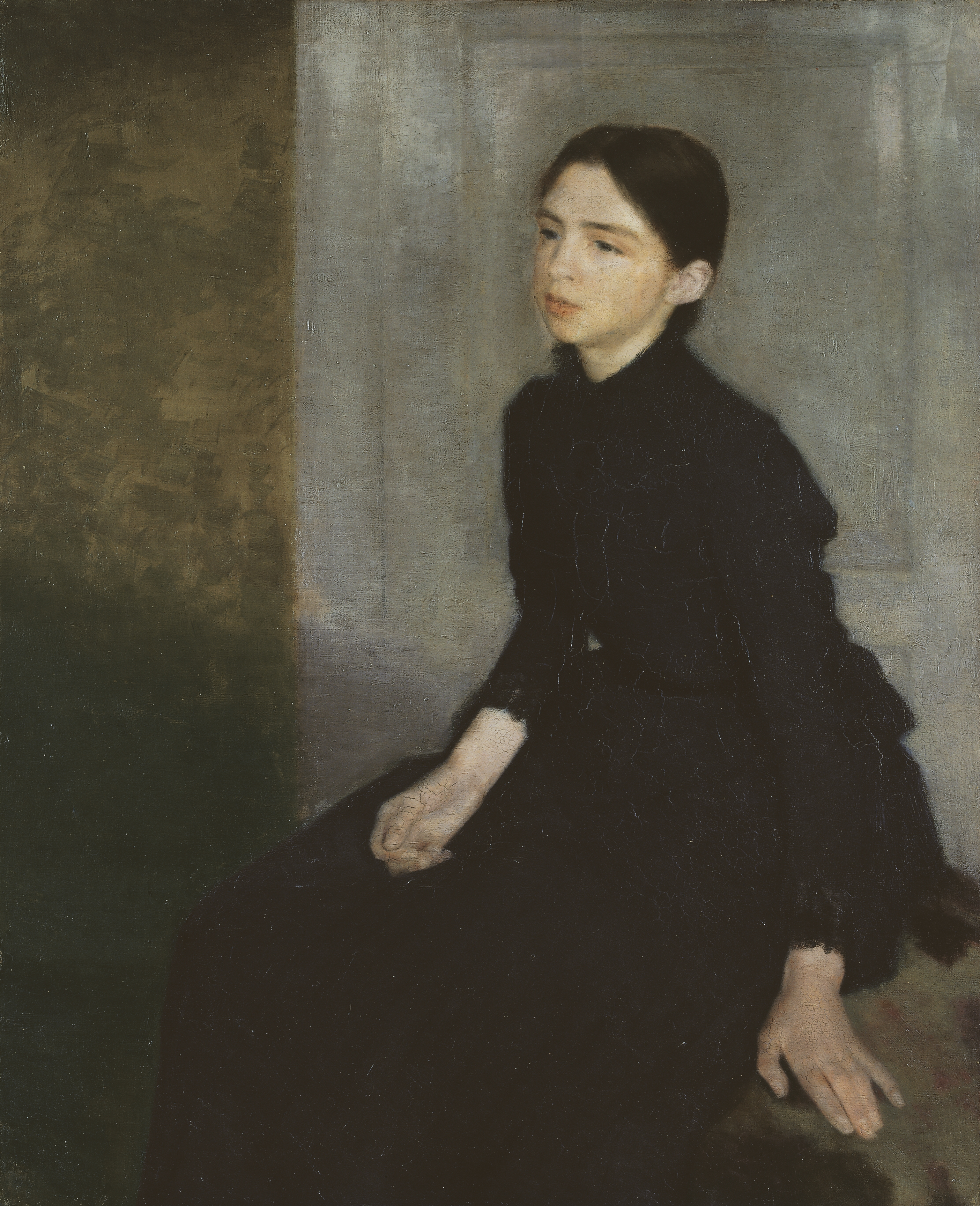
Portret van zijn zuster Anna, 1885
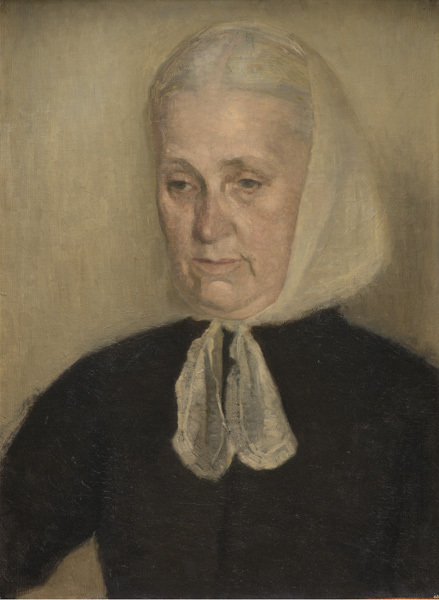
Portret van zijn moeder, 1894
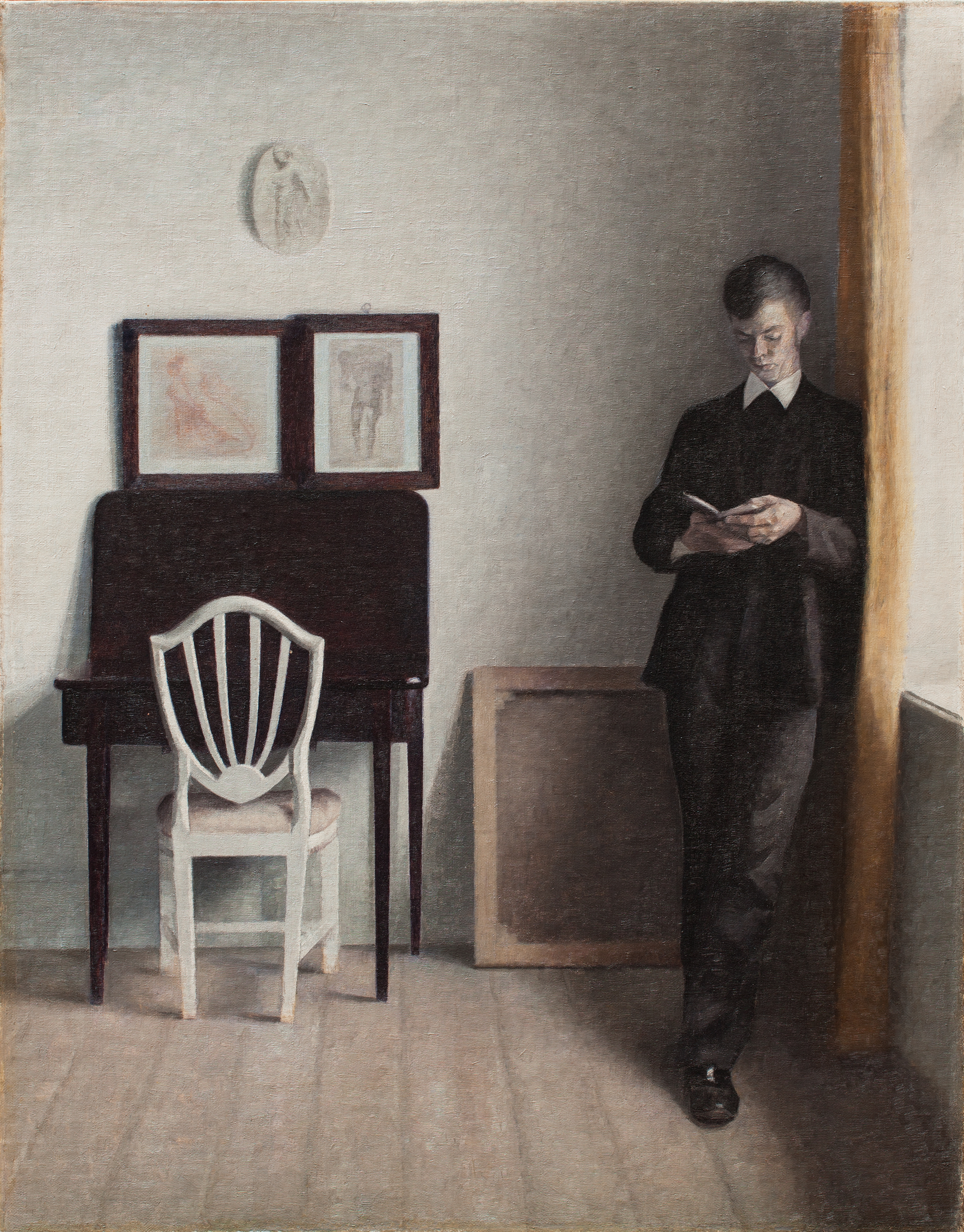
Interieur met jonge lezende man, 1898
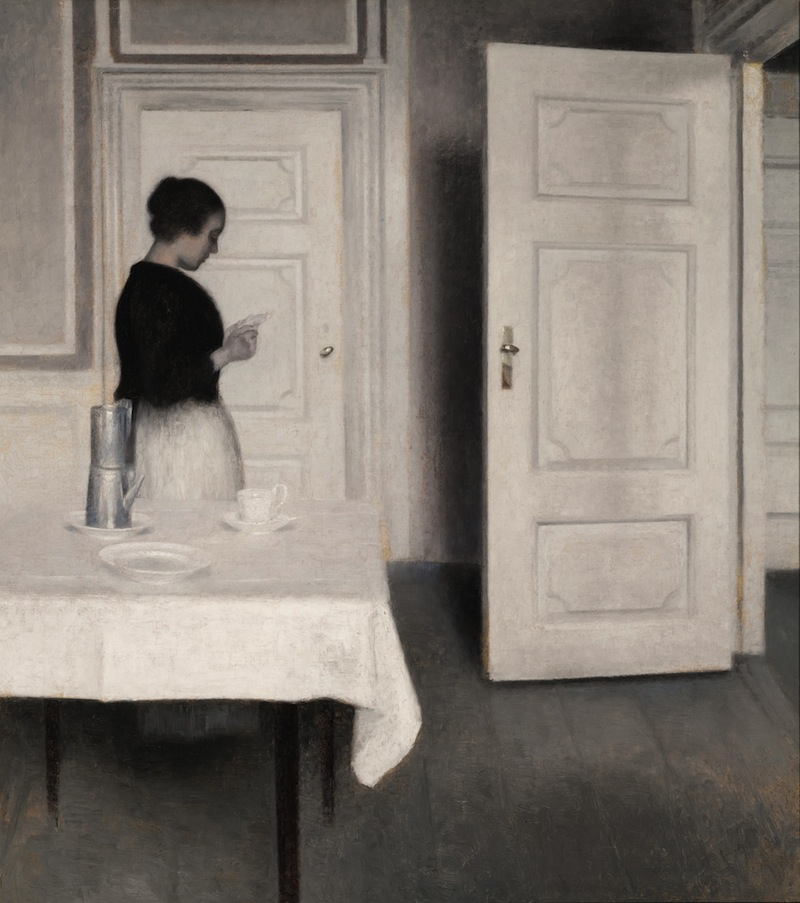
Ida leest een brief, 1899
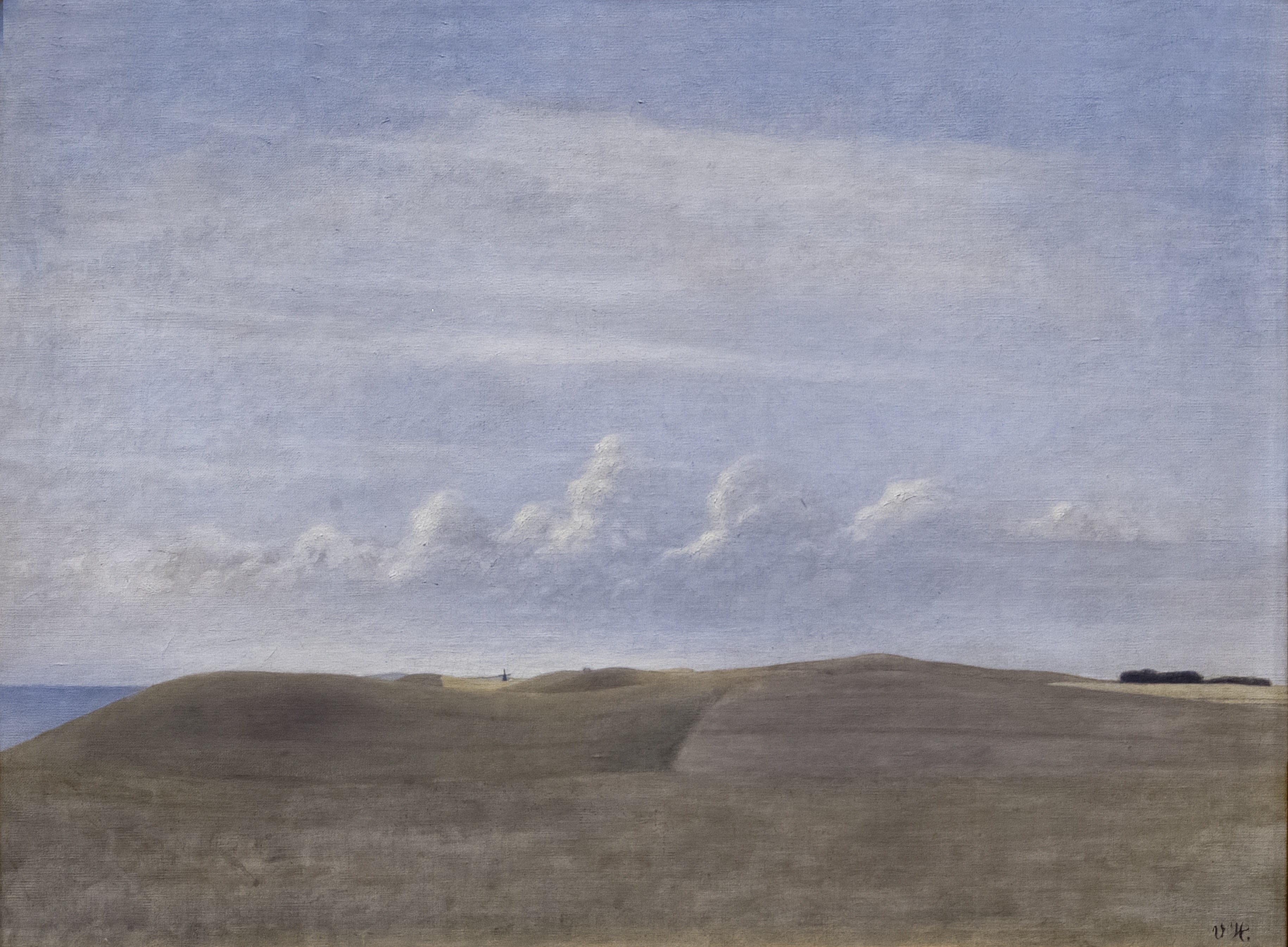
Landschap, 1900
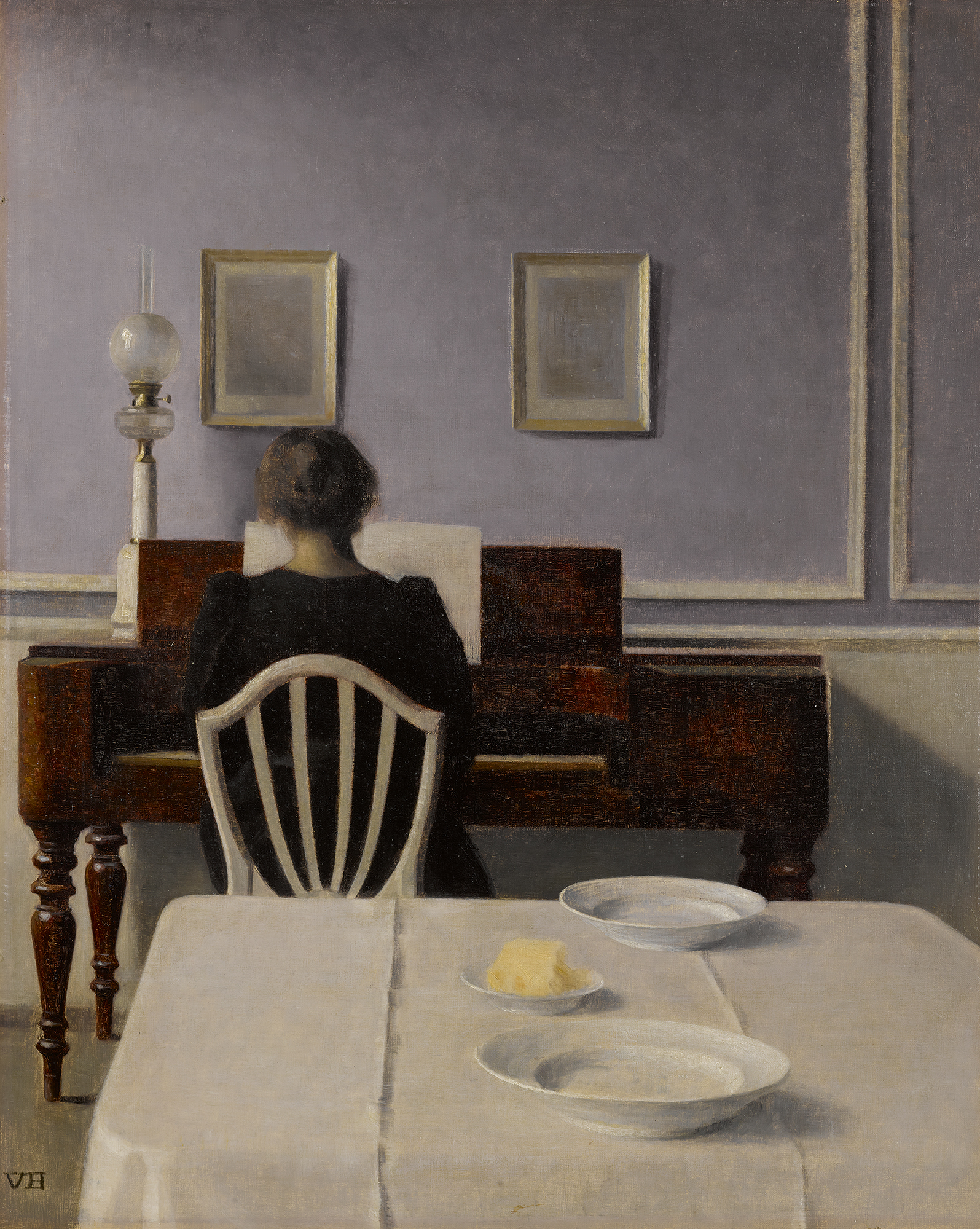
Interieur met vrouw achter de piano, 1901
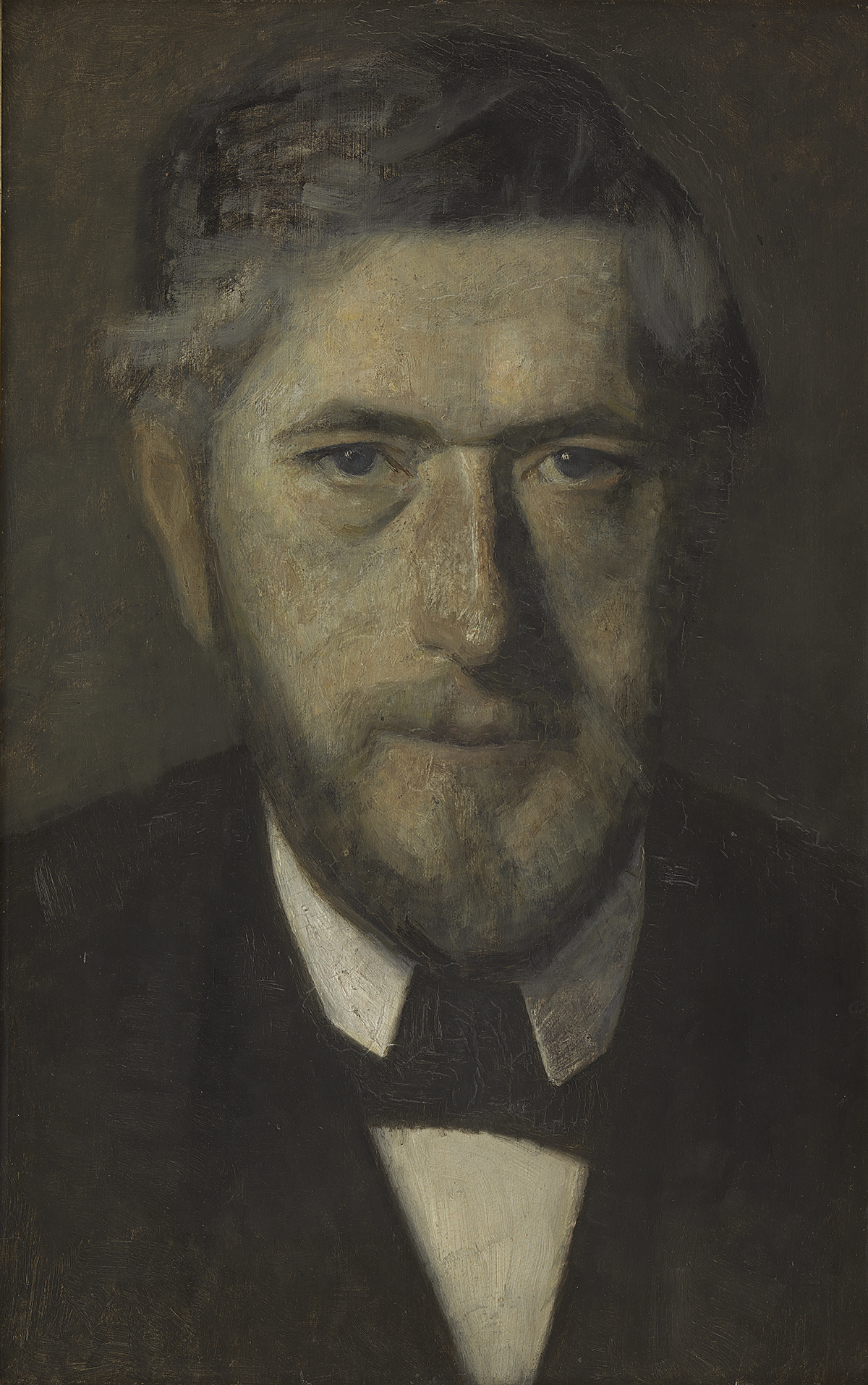
Portret van J.F. Willumsen, 1901
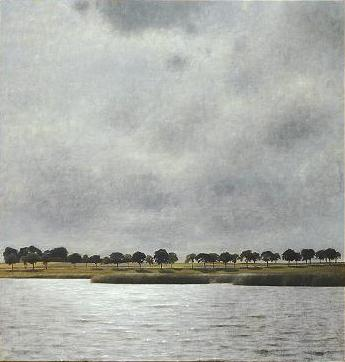
Het meer bij Gentofte, 1903
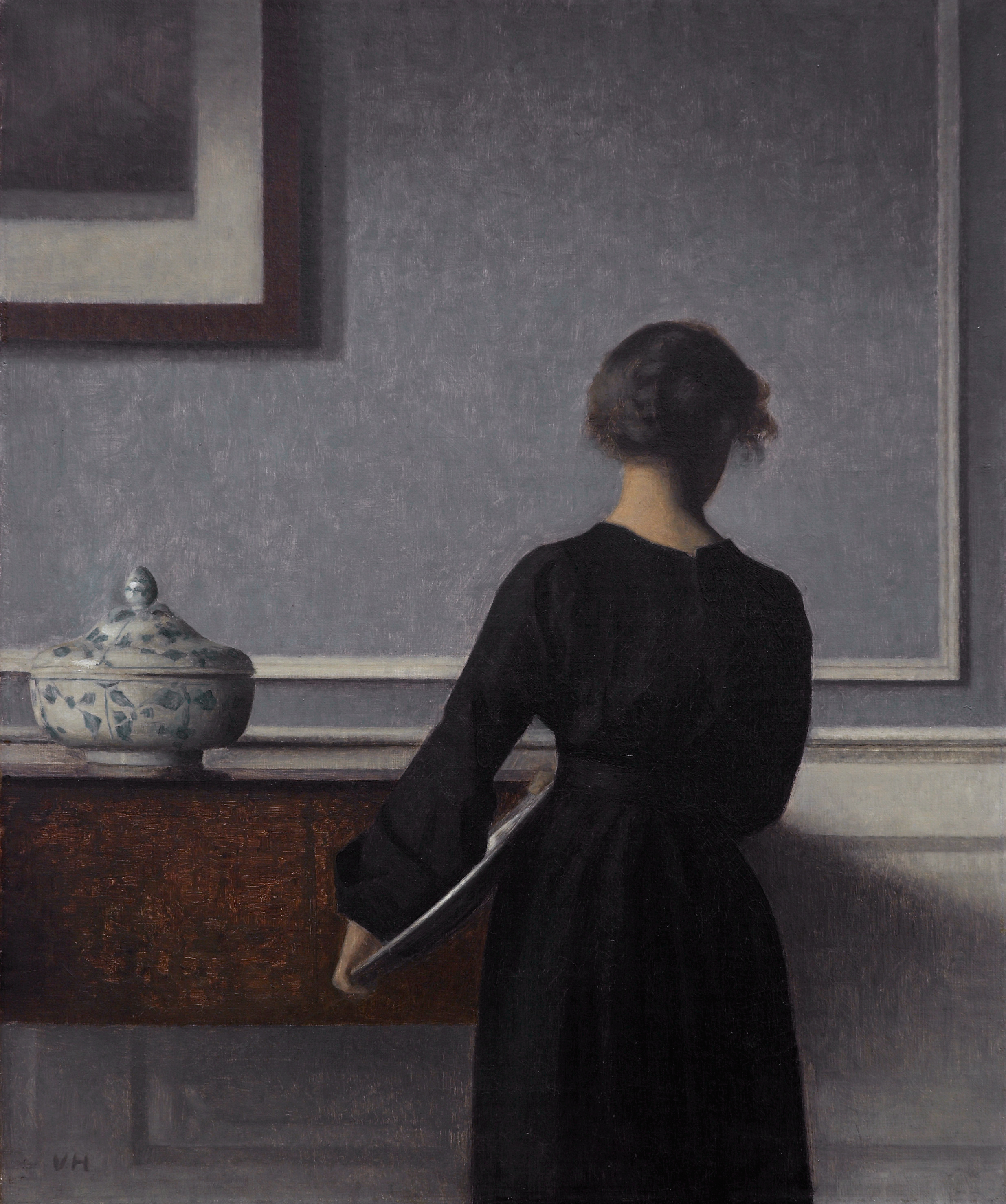
Interieur met rugaanzicht van een vrouw, 1904
Zonlicht in de salon III, 1905
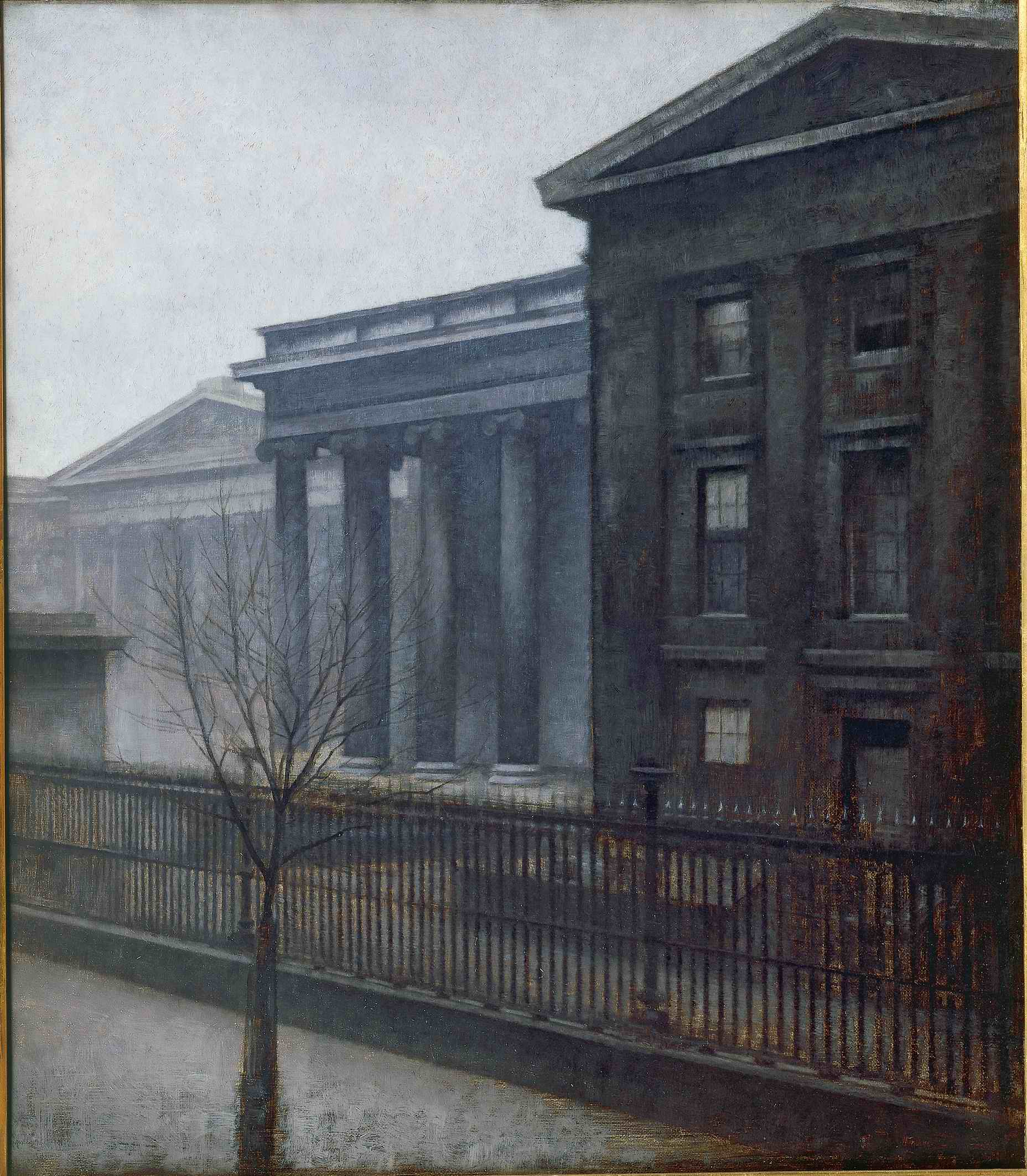
British Museum, 1906
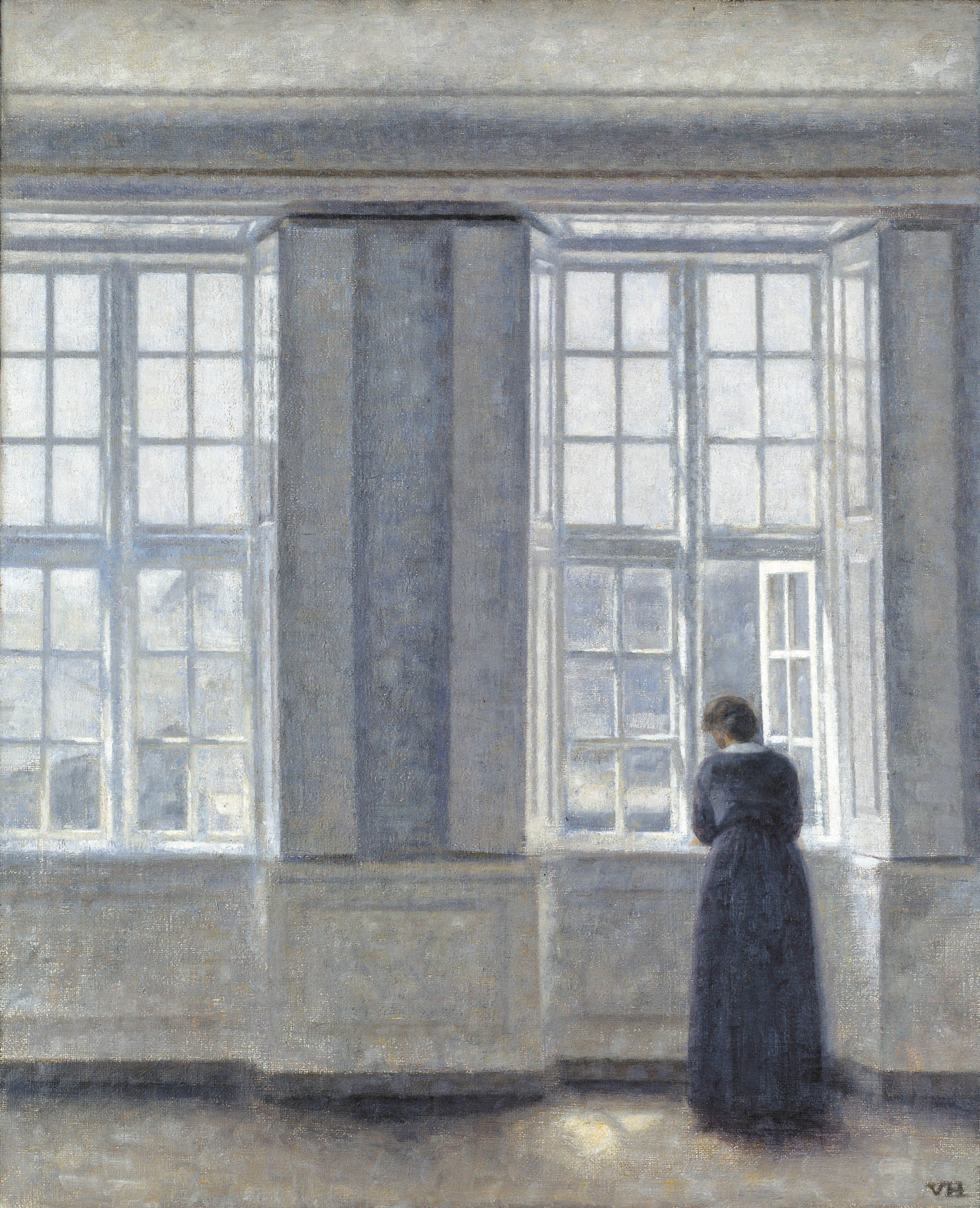
Hoge ramen, 1913
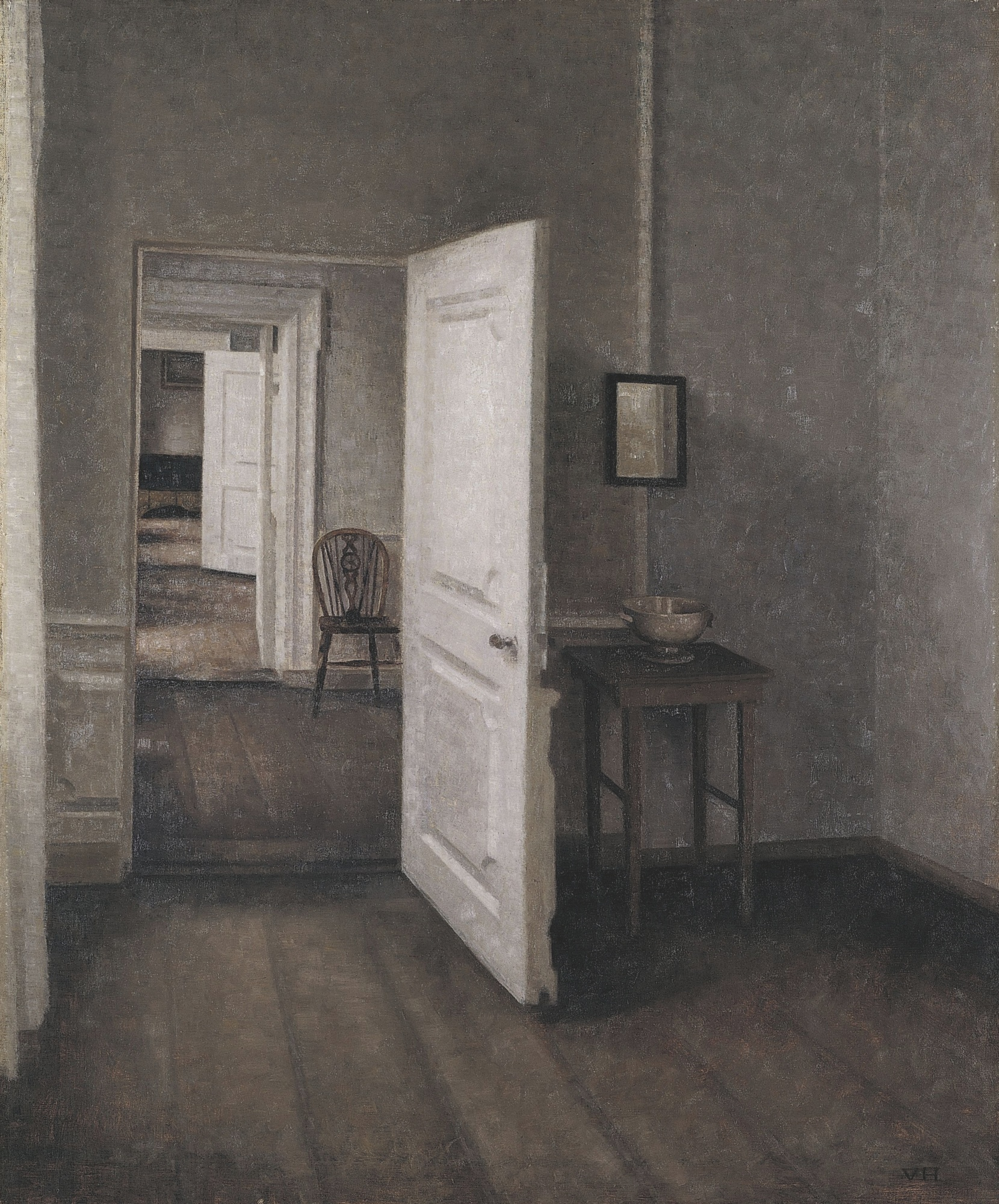
Vier kamers, 1914
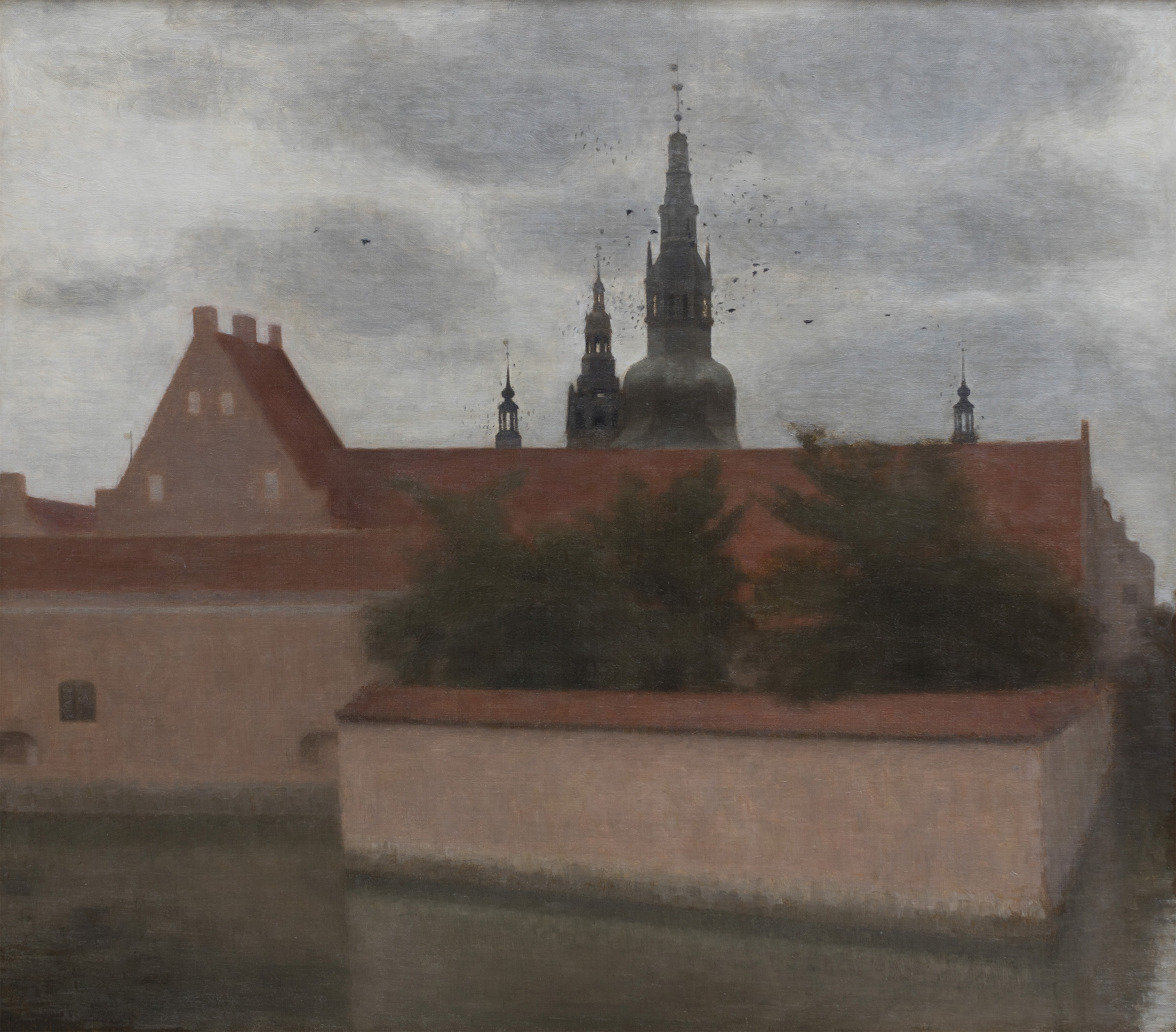
Frederiksborg Slot, 1914

Net als andere Deense schilders van die tijd had Hammershøi veel gemeen met de schilders van de Deense Gouden Eeuw en met de school van Eckersberg, vanwege zowel zijn scholing als persoonlijke voorkeur.
Hammershøi's onderwerpen omvatten portretten, naakten, landschappen, architectuur en interieurs. De laatste, met stille vrouwfiguren, meestal op de rug gezien, toont de invloed van Johannes Vermeer. Wellicht interessanter zijn de interieurs zonder figuren. Ze zijn net als de sobere architectuurschilderijen heel puur. De landschappen hebben ook veel gemeen met de architectuurschilderijen door hun simplificatie van ruimte en structuur. Zelfs zijn portretten hebben architectonisch gevoel voor structuur en compositie.
Na zijn dood in 1916 raakte zijn werk langzaam in vergetelheid. Zijn ongepassioneerde puristische stijl had te weinig gemeen met de naoorlogse experimentele avant-garde. De herontdekking en herwaardering van het symbolisme in de laatste jaren maakte ook de weg vrij voor de herwaardering van Hammershøi.
Hammershøi is nu niet alleen een van de bekendste schilders van Scandinavië, maar hij is ook erg populair in Parijs en New York dankzij grote overzichtstentoonstellingen in het Musée d'Orsay en het Guggenheim Museum.